# مصباح يقطيني
المصباح اليقطينيّ (بالإنجليزية: jack-o'-lantern)‏ أو فانوس جاك هو قرعة مجوفة ومنقوشة. يعتبر هذا المصباح رمزاً لعيد جميع القديسين. عادة تقطع قمة القرعة ومن ثم يستخرج لبها وينقش أحد أوجهها بحفره على شكل وجه ومن ثم تعاد قمة القرعة إلى مكانها. في الليل يوضع ضوء (عادة شمعة) داخلها لإضاءتها وإعطاء التأثير.